# Karapolți, Sofia
Karapolți (în bulgară Караполци) este un sat în comuna Elin Pelin, regiunea Sofia,  Bulgaria. 

## Demografie
Componența etnică a satului Karapolți
     Bulgari (99,04%)
     Nicio identificare (0,95%)
     Altele (0%)
La recensământul din 2011, populația satului Karapolți era de 105 locuitori. Din punct de vedere etnic, majoritatea locuitorilor (99,04%) erau bulgari. Pentru 0,95% din locuitori nu este cunoscută apartenența etnică.